# 71 км (зупинний пункт, Південно-Західна залізниця)
71 кілометр — пасажирський зупинний пункт Київської дирекції Південно-Західної залізниці на електрифікованій лінії Київ-Деміївський — Миронівка між станціями Расава (7 км) та Кагарлик (4,5 км). Розташований поблизу села Переселення Обухівського району Київської області.

## Пасажирське сполучення
На платформі 71 км зупиняються приміські електропоїзди сполученням Київ — Миронівка.